# Hochreichkopf
 El Hochreichkopf (3.010 metros (AA) ) es una montaña en la parte noroeste de los Alpes de Stubai, en el estado austriaco de Tirol. Su cumbre ancha se encuentra entre las colinas Niederreichjoch y Hochreichjoch al este y por encima del valle Ötztal. 
La ruta más fácil señalada va desde el refugio Schweinfurter Hut hacia el este, tardando 3 horas y media en llegar a la cima a través del col de Hochreichjoch (2,912  m ). Alternativamente, el pico también puede ser ascendido desde el sur. Esta ruta fue la que tomaron los primeros escaladores y se extiende desde Kühtai sobre la Niederreichscharte hasta el col de Hochreichscharte, donde se encuentra con la ruta que viene del este. Para esta variante se tarda aproximadamente 4 horas y media. El cruce del flanco oeste de la cumbre entre el Niederreichjoch y Hochreichjoch requiere seguridad. 

## Literatura y mapas
- Walter Klier: Stubaier Alpen, guía del club alpino, Bergverlag Rudolf Rother, Munich, 2006, ISBN 3-7633-1271-4
- Dieter Seibert: Leichte 3000er, Bruckmann Verlag, Munich, 2001, ISBN 3-7654-3677-1
- Mapa del Club Alpino, Hoja 31/2, 1: 25,000, Stubaier Alpen; Sellrain, ISBN 3-928777-73-4

- Datos: Q1622011